# Christian Baumann (Turner)
Christian Baumann (* 25. Februar 1995 in Leutwil) ist ein Schweizer Kunstturner. Sein bisher grösster Erfolg ist der Gewinn der Silbermedaille am Barren bei den Turn-Europameisterschaften 2015 in Montpellier.

## Baumann-Element
Im April 2017 hat das Technische Komitee des Internationalen Turnverbandes einen nach Baumann benannten personifizierten «Trick» offiziell als Wertungselement aufgenommen. Das neue F-Element, eine Riesenfelge mit einer 3/4-Drehung auf einen Barrenholmen, gefolgt von einer 3/4-Drehung in den Stütz, entspricht künftig einem Schwierigkeitsgrad von 0,6 Punkten. Bei der Weltcup-Qualifikation in Doha im März 2017 hat Christian Baumann das Element erstmals in einem Wettkampf geturnt.